# Krivoixéievka
Krivoixéievka - Кривошеевка (rus) - és un poble de l'óblast de Bélgorod, a Rússia. El 2010 tenia 542 habitants. Pertany al districte (raion) de Prókhorovka.